# Brzdné záření
Brzdné záření, též z němčiny Bremsstrahlung, je elektromagnetické záření vznikající při zpomalování pohybující se nabité částice, když je vychýlena jinou nabitou částicí; typicky jde o vychýlení elektronu atomovým jádrem. Pohybující se částice ztrácí kinetickou energii a ta je přeměněna na záření (tzn. foton), čímž je dodržen zákon o zachování energie. Pojem se používá i jako odkaz na proces tvorby záření. Brzdné záření má spojité spektrum; jeho energie roste a špičková hodnota se posouvá s růstem energie zpomalujících částic.
V širším kontextu je brzdným zářením jakékoli záření produkované zpomalením (záporným zrychlením) nabité částice. Tam spadá synchrotronové záření (fotonová emise relativistické částice), cyklotronové záření (fotonová emise nerelativistické částice) a emise elektronů a pozitronů během beta rozpadu. Pojem se však častěji používá v užším významu, jako záření z elektronů (z libovolného zdroje, např. beta rozpadu atomového jádra nebo z urychlovače) zpomalujících v nějaké hmotě.

## Zdroje brzdného záření

### Rentgenka
V rentgence jsou elektrony urychlovány elektrickým polem ve vakuu proti kovovému „cíli“ (anodě). Při zpomalování elektronů v kovu je emitováno rentgenové záření. Výstupní spektrum sestává ze spojitého spektra se špičkami na určitých kmitočtech (a tedy energiích). Spojité spektrum je způsobeno brzdným zářením, špičky jsou charakteristické rentgenové záření spojené s atomy v cíli. Brzdné záření se v tomto kontextu označuje také jako nepřetržité záření.

### Beta rozpad
Látky rozpadající se beta rozpadem vykazují někdy slabou radiaci se spojitým spektrem kvůli brzdnému záření. V tomto kontextu je brzdné záření typem „sekundární radiace“, je výsledkem zastavení či zpomalení radiace primární (beta částic). Je to podobné vzniku rentgenového záření při bombardování kovových cílů elektrony v rentgence (viz výše), zde však působí rychlejší elektrony z beta záření.